# ニュージーランド王国
ニュージーランド王国（ニュージーランドおうこく、英: Realm of New Zealand）は、ニュージーランド国王を国家元首とする地域の全体を指す。ニュージーランド王国（Realm）は、ニュージーランド、クック諸島、ニウエ、トケラウおよび南極のロス海属領から構成され、1983年ニュージーランド総督職設置特許状によって定義されている。

## 総督
ニュージーランド総督は、ニュージーランド王国内において、国家元首（ニュージーランド国王）の代理を務める。基本的に、総督は、国家元首の有するあらゆる地位と留保された政治的権限を引き受ける。2022年現在の総督は、デイム・シンディ・キロである。

## ニュージーランド王国内における主権

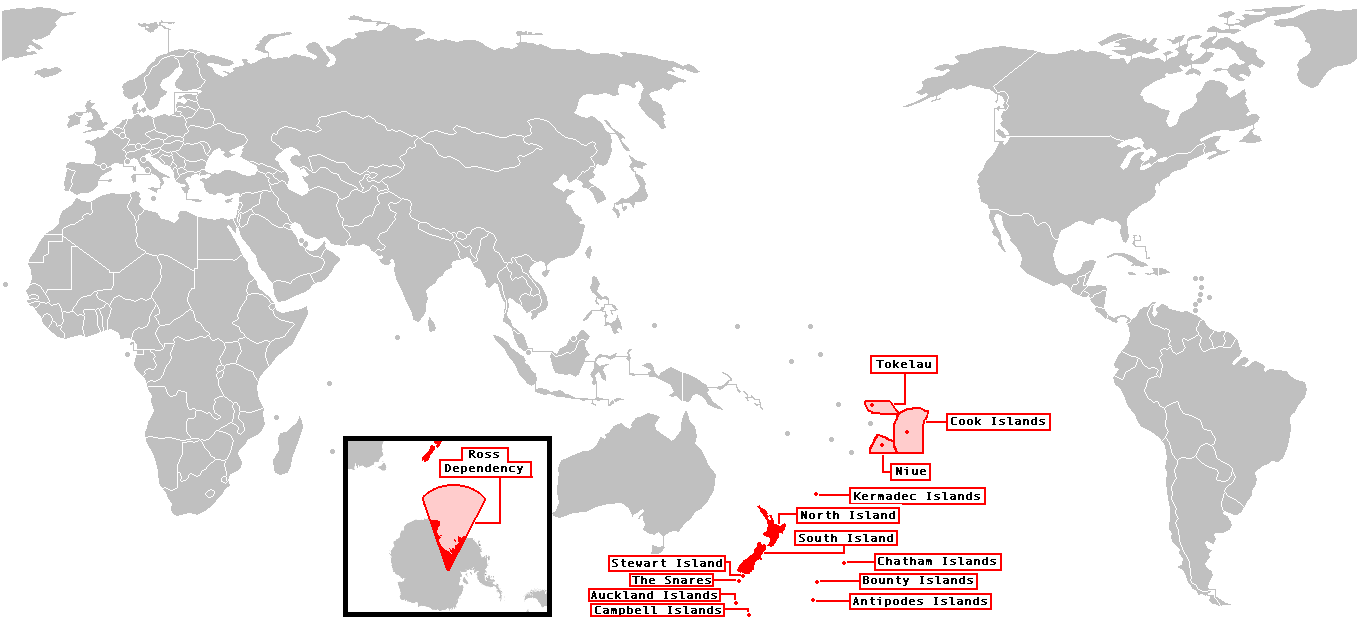
ニュージーランド王国の地図

### クック諸島とニウエ
クック諸島とニウエは、共にニュージーランドと自由連合の関係にある自治領域である。ニュージーランド議会はこれらの国に関しては一方的に法律を制定する権限を有しない。外交関係および国防上の問題については、ニュージーランドがこれらの国のために行動するが、当該国の助言および承認を要する。
総督はニュージーランドに常駐するため、クック諸島憲法は独自の国王名代を定めている。国王名代はニュージーランド総督の配下ではなく、現地におけるニュージーランド国王の代理人として行動する。この仕組みによって、クック諸島はその内政とその外交のほとんどにおいて事実上独立した活動を行うことが可能となっている。2022年現在、クック諸島の国王名代はトム・マースターズである。一方、ニウエはそうした独自の名代を定めてはおらず、ニュージーランド総督が国王の代理人を兼ねる形で行動する。
クック諸島とニウエは、ニュージーランドとは緊密な関係を有するものの、両国とも自国の名において一定の外交関係を保持している。外交の代表は高等弁務官で、両国ともニュージーランドとの間に相互に高等弁務官を常駐させている。2009年現在、駐クック諸島・ニュージーランド高等弁務官はジョン・カーター、駐ニウエ・ニュージーランド高等弁務官はアントン・オジャラである。

### ニュージーランド
ニュージーランドは以下の諸島によって構成されている。
- 北島、南島および沿岸の島々。全てニュージーランドの16の地方に属する。
- 東方にあるチャタム諸島。チャタム諸島特別領に属する。
- 北方にあるケルマディック諸島と南方にある亜南極諸島。地方自治体には属さず、少数の研究・自然保護スタッフのみが居住している。

### トケラウ
トケラウは、クック諸島およびニウエと比べると法的な独立性のレベルは低いが、自由連合の地位へと近づいてきている。トケラウにおけるニュージーランドの代表はトケラウ行政官であり、トケラウの議会（the General Fono）の決定を覆す権限を有している。トケラウの国民は、国際連合の要請を受けニュージーランドによって実施された数回の住民投票を通じて、ニウエおよびクック諸島と同等の権限を持つ統治体制を受け入れることを一般的に拒絶している。

### ロス海属領
ニュージーランドは南極大陸の一部を「ロス海属領」と呼称し、ニュージーランドの主権領域としている。1923年に、ニュージーランド総督(Governor-General)は、ロス海属領の知事(Governor)でもあることを官報告示している。ただしこの領有権主張は他の領有権を主張する6カ国の間で承認されているにすぎず、さらに南極大陸における主権の適用は、南極条約の規定により凍結されている。またこの領域にはアメリカ合衆国の運営するマクマード基地、イタリアが運営するズッケリ基地、大韓民国が運営する張保皐基地が存在している。

### 概要
| 地域             | 国王の代理人                                        | 政府の長                 | 立法府                                        | 首都/主都      | 人口                                                        | 面積        |
| ---------------- | --------------------------------------------------- | ------------------------ | --------------------------------------------- | -------------- | ----------------------------------------------------------- | ----------- |
| ニュージーランド | 総督 Governor-General                               | 首相 Prime Minister      | 代議院 House of Representatives               | ウェリントン   | 4,242,048                                                   | 268,680 km² |
| クック諸島       | 国王名代 King's Representative                      | 首相 Prime Minister      | クック諸島議会 Parliament of the Cook Islands | アバルア       | 21,388                                                      | 236 km²     |
| ニウエ           | 総督（ニュージーランド総督の兼任） Governor-General | 首相 Premier             | ニウエ議会 Niue Assembly                      | アロフィ       | 1,145                                                       | 260 km²     |
| トケラウ         | 政府行政官 Administrator of Tokelau                 | 首相 Ulu-o-Tokelau       | トケラウ議会 General Fono                     | ファカオフォ島 | 1,405                                                       | 10 km²      |
| ロス海属領       | 知事（ニュージーランド総督の兼任） Governor         | 行政長官 Chief Executive | なし                                          | なし           | スコット基地: 10–80; マクマード基地: 200–1000（季節による） | 450,000 km² |

## 王国の将来
ニュージーランドには、ニュージーランド共和国への支持が一部存在する。仮にニュージーランドが共和制に移行すると、ニュージーランドはロス海属領とトケラウを属領として保持することになる。そのため、共和制移行後のニュージーランド王国は、ニュージーランドとロス海属領、トケラウを欠いた状態で存続することになる。このことは、ニュージーランド共和国それ自体への法的な障害ではないだろうし、英連邦王国が国家元首を共通にするのと同様に、ニュージーランドが国家元首をクック諸島およびニウエと共通にするのであれば、クック諸島とニウエはニュージーランドとの自由連合の地位を維持することになるだろう。
しかし、ニュージーランド共和国は、クック諸島とニウエに独立という問題を提示することも考えられる。そのため、ニュージーランドが共和国となった場合、ニュージーランド王国の将来については、いくつもの選択肢がある。
- クック諸島とニウエはニュージーランドと自由連合を維持するが、ニュージーランド大統領を国家元首として維持する。
- クック諸島とニウエは新たに共和制の国家元首を有する独立国家となる。
- クック諸島とニウエは独自の国家元首を有するが、ニュージーランドとの自由連合の地位を維持する。[6]